# Копипаста
Копипаста (жарг. паста) —  текст, который копируется и вставляется в Интернете лицами на онлайн-форумах и сайтах социальных сетей. Считается, что копипасты похожи на спам, поскольку они часто используются для троллинга других пользователей, а также мешают онлайн-общению.

## История
Слово «копипаста» впервые было использовано в группах Usenet в 2006 году.

### Этимология
Термин «копипаста» происходит от термина «копировать/вставить» (copy/paste) и происходит от анонимного треда на 4chan от 2006 года.